# Старая Письмянка
Ста́рая Письмя́нка (тат. Иске Писмән) — село в Лениногорском районе Республики Татарстан Российской Федерации. Входит в состав Письмянского сельского поселения.
Население — 719 человек (2008 год).

## География
Село расположено на реке Степной Зай в месте впадения в неё реки Письмянка. Находится в 11 км к юго-востоку от Лениногорска, примерно посередине между ним и Бугульмой. Высота центра селения над уровнем моря — 170 м.

## Название
Существует три основных версии о происхождении названия села. Согласно одной из них, приведённой в книге Эльвиры Ларичевой в книге «У истока», название возникло от того, что жившие в этом поселении люди были единственно грамотные во всем округе, вследствие чего к ним шло множество крестьян с просьбой написать прошение. От этого и пошло название.
Согласно другой версии, название села происходит от имени донского есаула Ивана Письмянского, который был сподвижником Емельяна Пугачёва, который, скрывшись от правительственных войск, основал на берегу реки Степной Зай поселение.
Ещё одна версия связывает название села с татарским словом «пэчмян», обозначающим место, очищенное от леса для вспашки или выпаса скота.

## История
Старая Письмянка основана в 1738 году в качестве поселения отставных солдат (с 1820 года были причислены к государственным крестьянам). Основным занятием местных жителей было земледелие и скотоводство.
В 1842 году в селе была открыта земская школа. На начало XX века в селе также была церковь, церковно-приходская школа и работали четыре водяные мельницы. В этот период населённый пункт входил в состав Ново-Письмянской волости Бугульминского уезда Самарской губернии.
В 1920 году село вошло в состав новообразованного бугульминского кантона, который 10 августа 1930 года был преобразован в Бугульминский район. С 10 февраля 1935 года село входит в состав Новописьмянского района, который 18 августа 1955 года был переименован в Лениногорский.

## Инфраструктура
В селе расположены фельдшерско-акушерский пункт школа, дом культуры, библиотека, детский сад, почта, магазины.

## Население
| 1746 | 1859 | 1889 | 1897 | 1910 | 1920 | 1926 | 1938 | 1949 | 1958 | 1970 | 1979 | 1989 | 2002 | 2008 |
| ---- | ---- | ---- | ---- | ---- | ---- | ---- | ---- | ---- | ---- | ---- | ---- | ---- | ---- | ---- |
| 711  | 1677 | 2365 | 2369 | 1948 | 2641 | 2051 | 1311 | 950  | 768  | 791  | 638  | 622  | 674  | 719  |

## Достопримечательности
- Часовня Параскевы Пятницы — часовня, расположенная в 5 верстах к северу от села на берега реки Письмянка[4].
- Вечная память героям гражданской войны — памятник, возведённый в 1988 году в память о события гражданской войны[3].
- Вечная память погибшим воинам 1941—1945 г.г — памятник, возведённый в 1970 году в память о жертвах Великой Отечественной войны[3].